# میگل پاچکو
میگل پاچکو (اسپانیایی: Miguel Pacheco‎; ۵ سپتامبر ۱۹۳۱ – ۱۷ فوریهٔ ۲۰۱۸) دوچرخه‌سوار اهل اسپانیا بود. وی در مسابقات تور دو فرانس شرکت کرده است.